# اریک بروسکوتر
اریک بروسکوتر (به انگلیسی: Eric Bruskotter) (زاده ۲۲ مارس ۱۹۶۶) بازیگر آمریکایی است.
از فیلم‌های معروف او می‌توان به بازی در فیلم نمی‌توانید عشق مرا بخرید، آن را روشن کنید و هیچ‌کس کامل نیست اشاره کرد.